# Kościół św. Macieja we Wrocławiu
Kościół św. Macieja Apostoła we Wrocławiu – gotycki kościół z cegły,  zbudowany na planie krzyża, jednonawowy z transeptem i wieżą. Znajduje się po wschodniej stronie ul. Szewskiej, nosząc adres pl. bpa Nankiera 17a. Historia kościoła sięga pierwszej ćwierci XIII wieku. Powstał on wówczas jako kaplica dworska związana z dworem (curia) Henryka Brodatego, który znajdował się (wedle rekonstrukcji Małachowicza) dalej na wschód. Kościół ten składał się z dwuprzęsłowej nawy oraz również dwuprzęsłowego, węższego i dłuższego prezbiterium. 

## Historia

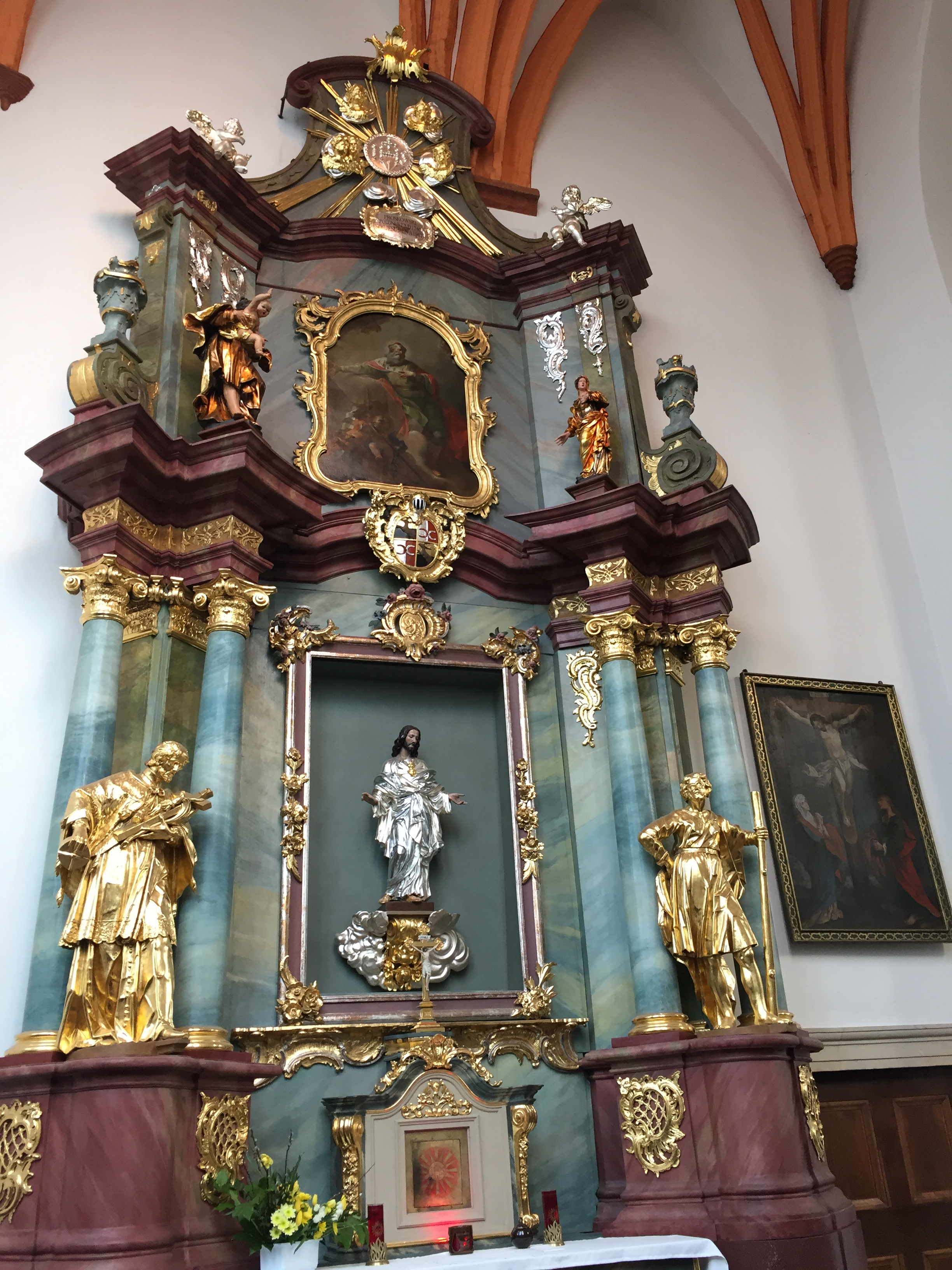
Jeden z dwóch zachowanych barokowych ołtarzy bocznych

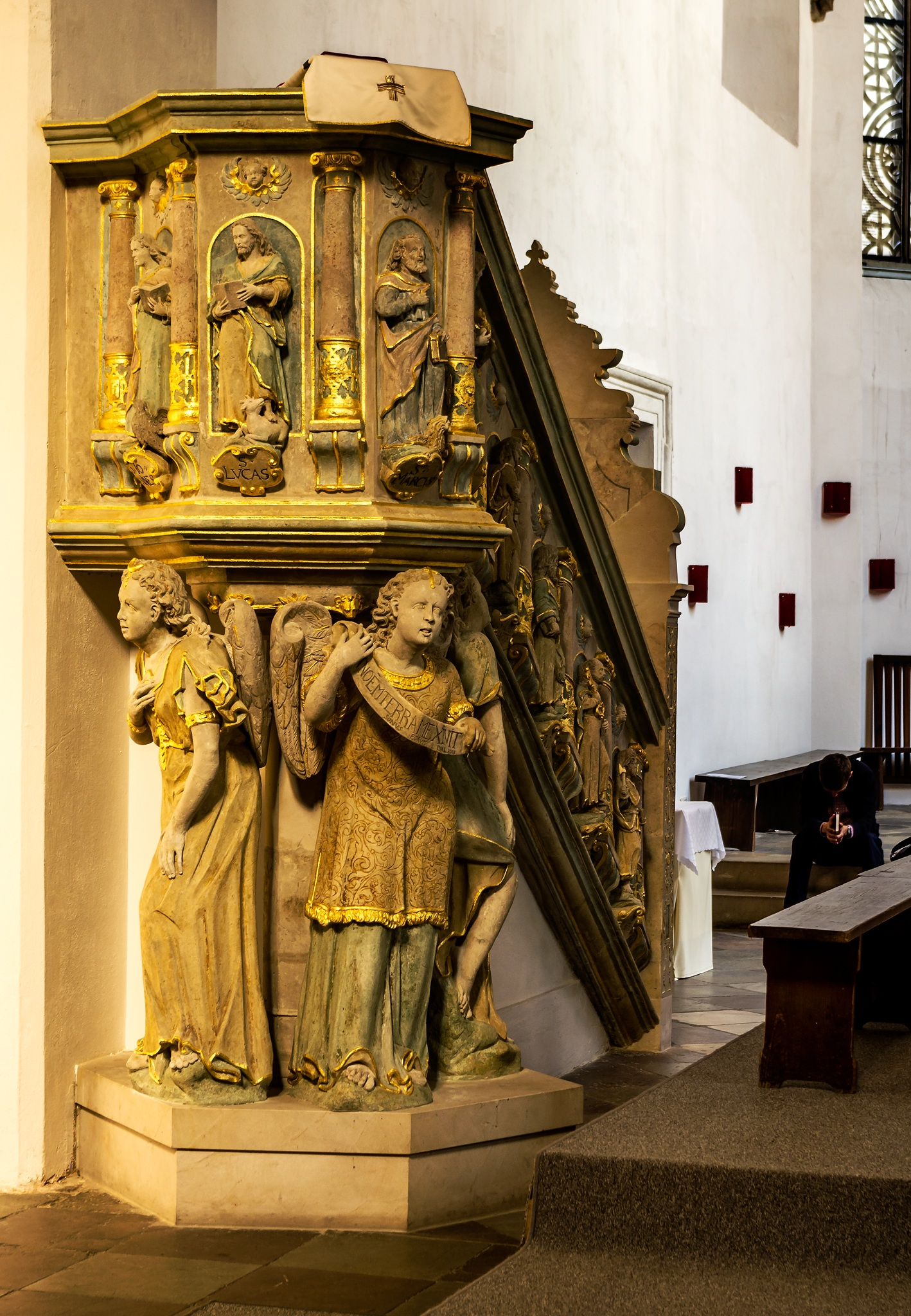
Renesansowa ambona (1607)

W 1243 lub 1248 księżna Anna, wdowa po Henryku Pobożnym, założyła na terenie dworu szpital pod wezwaniem św. Elżbiety, zaś w 1253 sprowadziła Krzyżowców z Czerwoną Gwiazdą, tworząc klasztor tego zakonu i przekazując zakonnikom również kościół. 
Około 1300 lub wedle innych źródeł nieco później przebudowano prezbiterium, nadając mu trójboczne zakończenie, jak również rozpoczęto budowę wieży. Kolejne etapy budowlane nastąpiły w końcu XIV wieku oraz na początku kolejnego wieku, gdy po kolei przybudowano do korpusu nawy trójbocznie zakończone ramiona transeptu, odpowiednio od południa i północy, w ten sposób nadając świątyni plan krzyża. Odpowiednio podwyższono też nawę. Ukończenie nakrytej ostrosłupowym, pokrytym miedzią hełmem wieży nastąpiło w 1487, zaś w m.in. w 1569 kościół przebudowano, ponownie nadbudowując mury nawy i budując nowe sklepienia. W 1662 rozmontowano górną część nadwątlonego hełmu wieży i zastąpiono ją niewielkim barokowym dachem cebulastym. Później zbarokizowano wnętrze i dodano od południa barokową kruchtę, a po 1675 zbudowano pod nawą i większą częścią prezbiterium niską trójnawową kryptę.
Po sekularyzacji zakonu świątynia stała się pomocniczym kościołem parafialnym. W latach 1895–1896 przeszła poważniejszy remont. 
Uszkodzony podczas walk roku 1945 (spłonęły dachy wieży i nawy) kościół długo stał zaniedbany, dach pokryto prowizorycznie dopiero w 1949. W 1958 kościół uległ poważnemu uszkodzeniu, zawaliła się część północnego ramienia transeptu i zniszczona została renesansowa ambona z 1607. Ostatecznie odbudowany został w latach 1961–1966, m.in. przez Olgierda Czernera. Konsekracja kościoła nastąpiła 23 października 1966. Na wyposażeniu kościoła znalazły się zabytki pochodzące m.in. z poewangelickich świątyń z okolic Wrocławia. Do dziś w kościele znajduje się obraz Ukrzyżowania Pana Jezusa pochodzący z ołtarza z kościoła Świętej Trójcy w Bierutowie. Wieża nakryta jest prowizorycznym daszkiem namiotowym i nadal oczekuje na rekonstrukcję hełmu.
Obecnie pełni funkcję rzymskokatolickiego kościoła rektoralnego, obok znajduje się siedziba duszpasterstwa akademickiego „Maciejówka”. W krypcie kościoła pochowany jest znany śląski mistyk,teolog i poeta Johannes Scheffler, znany lepiej jako Angelus Silesius. Na murze przy wejściu do kościoła znajdują się dwie tablice pamiątkowe, poświęcone właśnie Angelusowi Silesiusowi, który był tu duszpasterzem oraz polskiemu kompozytorowi Emanuelowi Kani (1827–1887), który w kościele św. Macieja był organistą.
W ostatnim okresie w wieży kościoła podczas remontu znaleziono fragmenty gotyckich malowideł naściennych, które pokryto w 1655 warstwą pobiały. 
Przed kościołem znajduje się okazała barokowa rzeźba św. Jana Nepomucena z 1723 dłuta Jana Jerzego Urbańskiego.

## Galeria

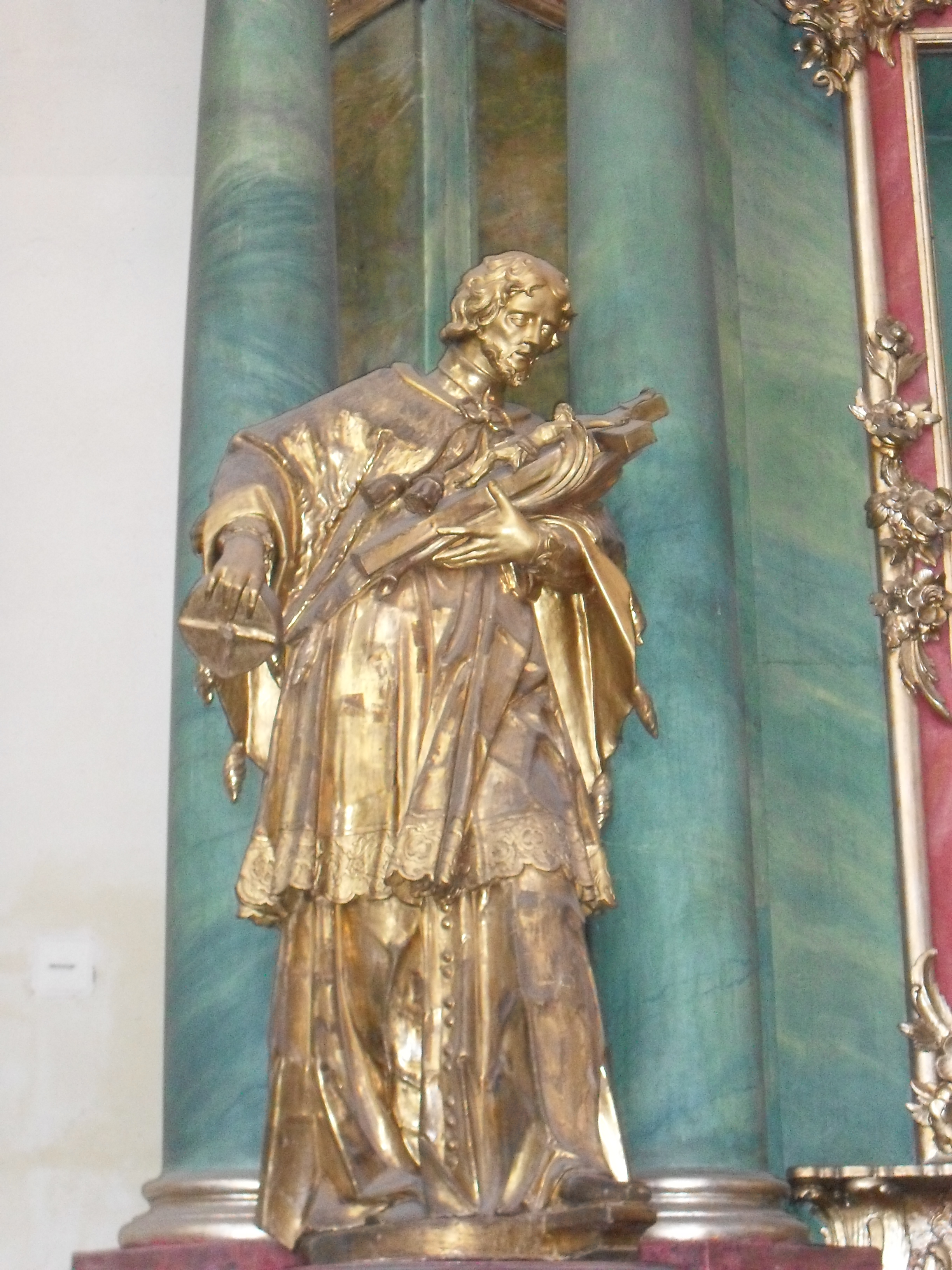
Figura św. Jana Nepomucena w ołtarzu bocznym kościoła pw. św. Macieja
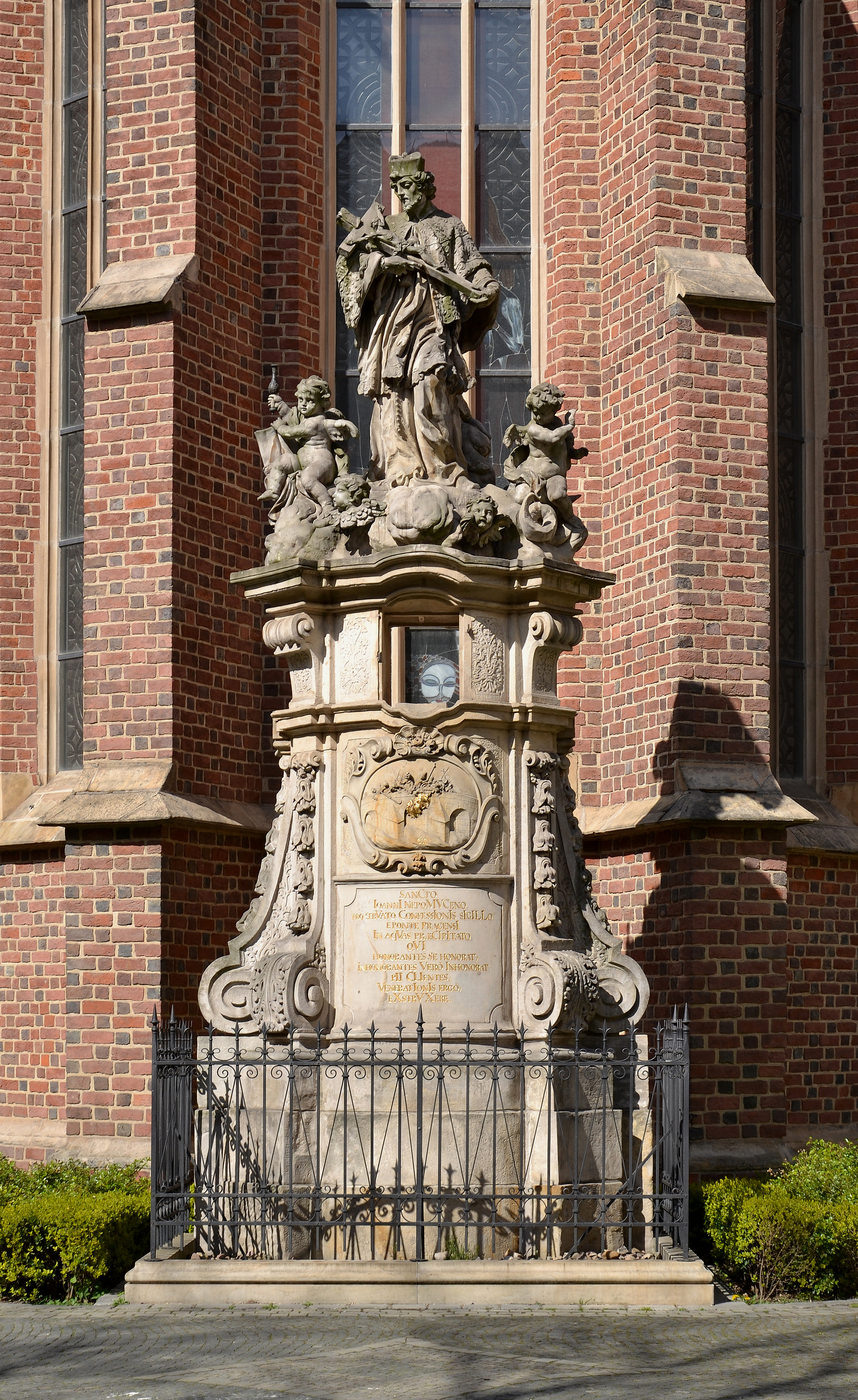
Figura św. Jana Nepomucena przed kościołem św. Macieja
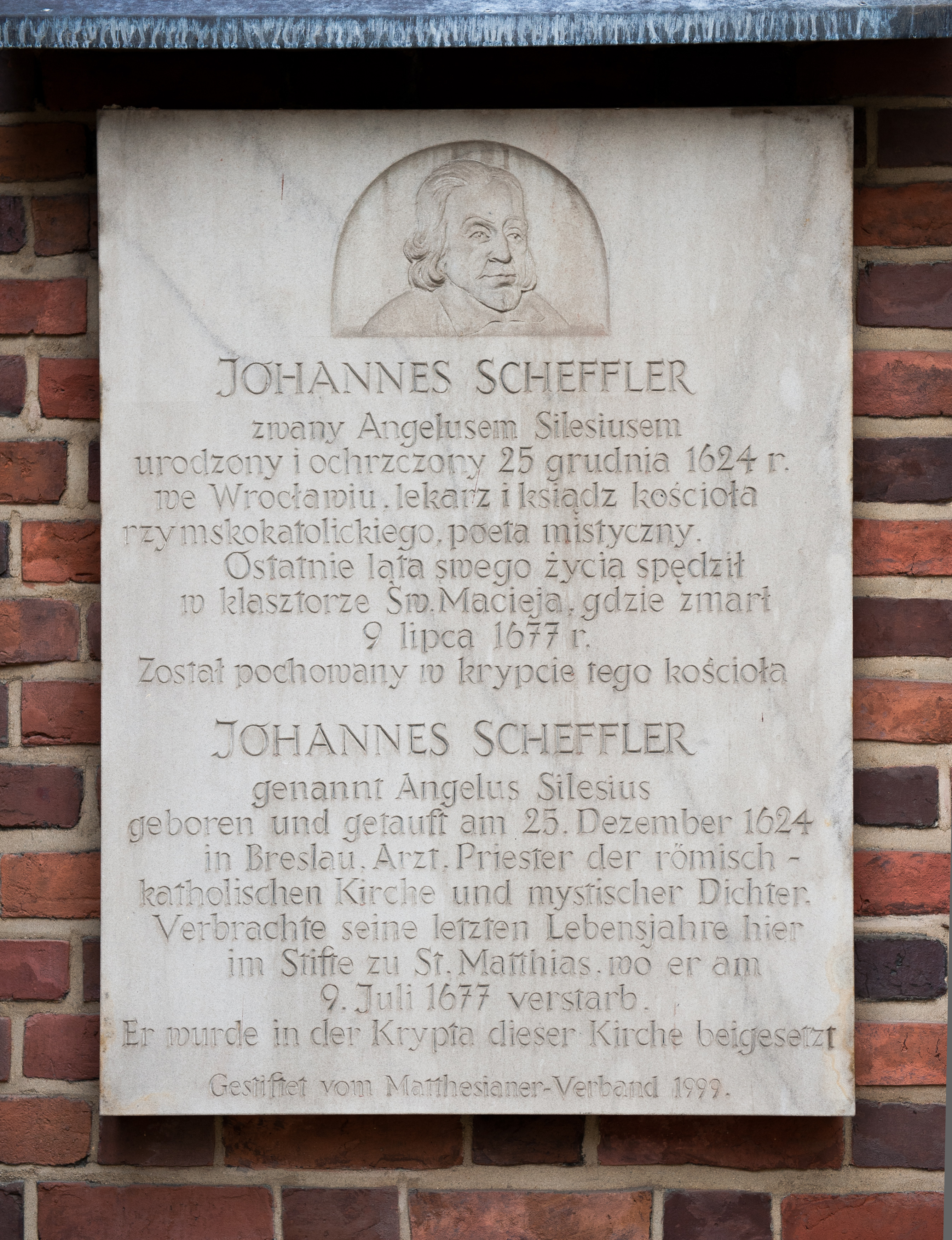
Tablica pamiątkowa poświęcona Angelusowi Silesiusowi w ścianie świątyni
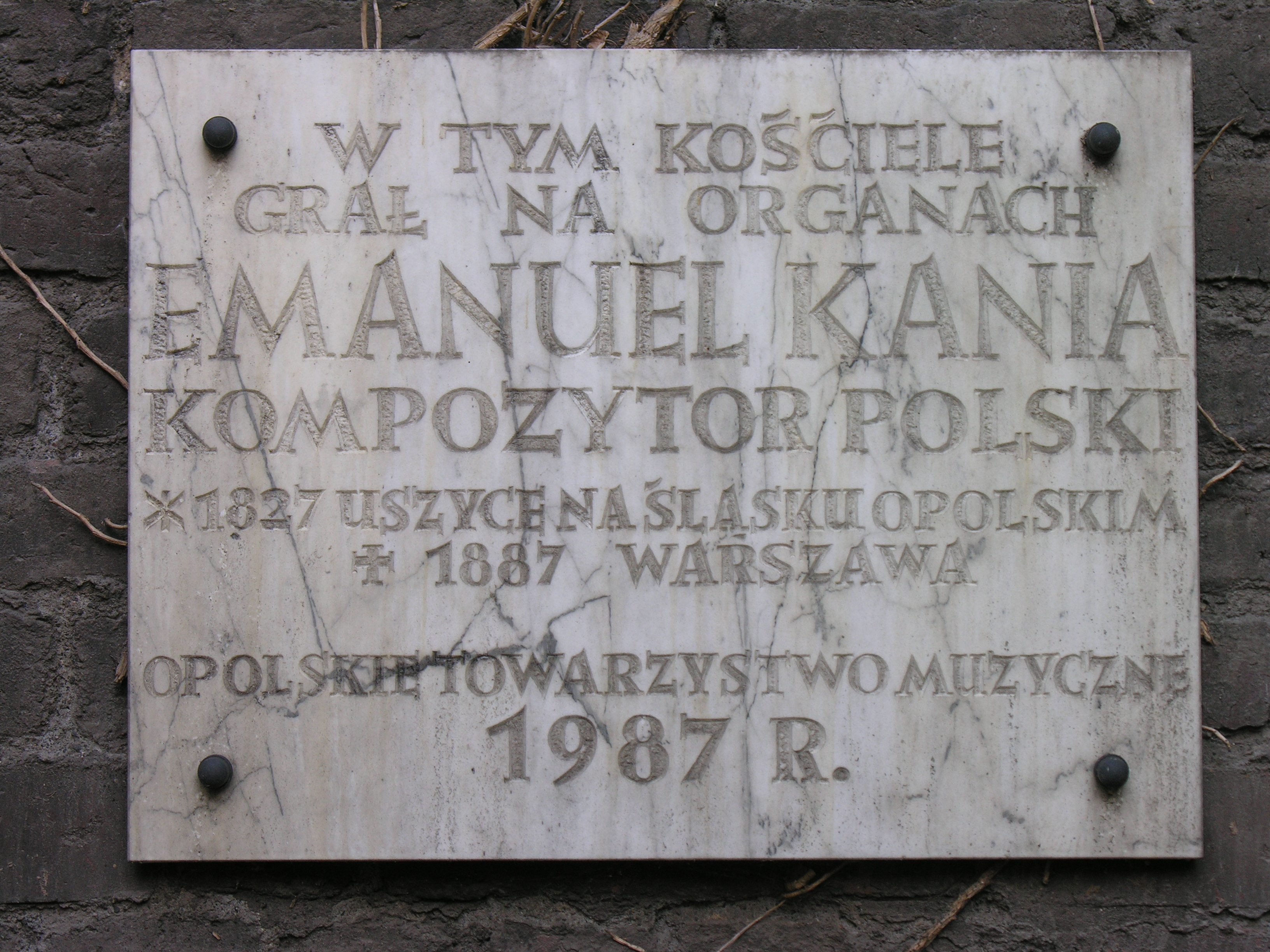
Tablica pamiątkowa poświęcona polskiemu kompozytorowi Emanuelowi Kani w latach 1827–1887 organista w kościele św. Macieja
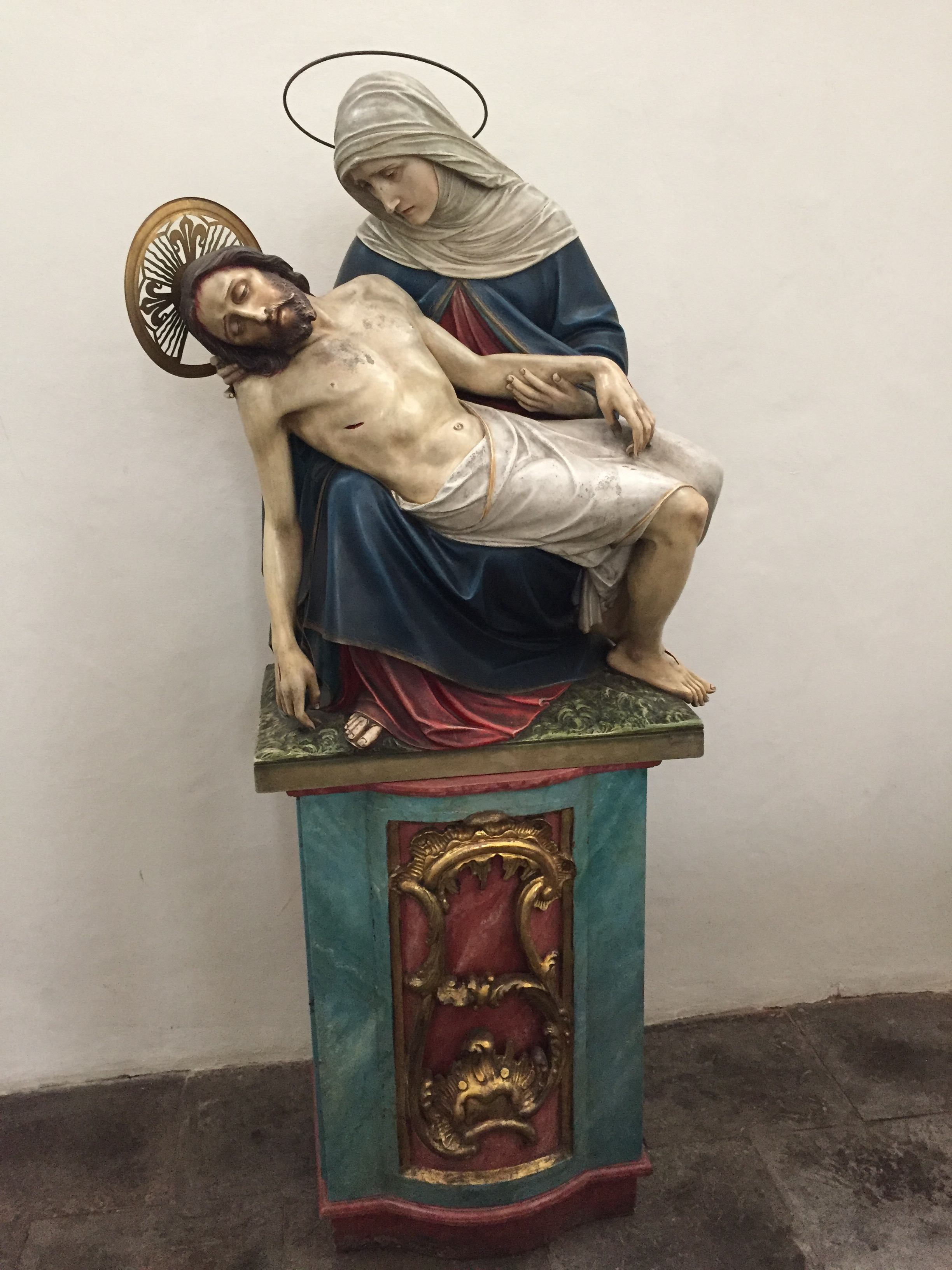
Pietà
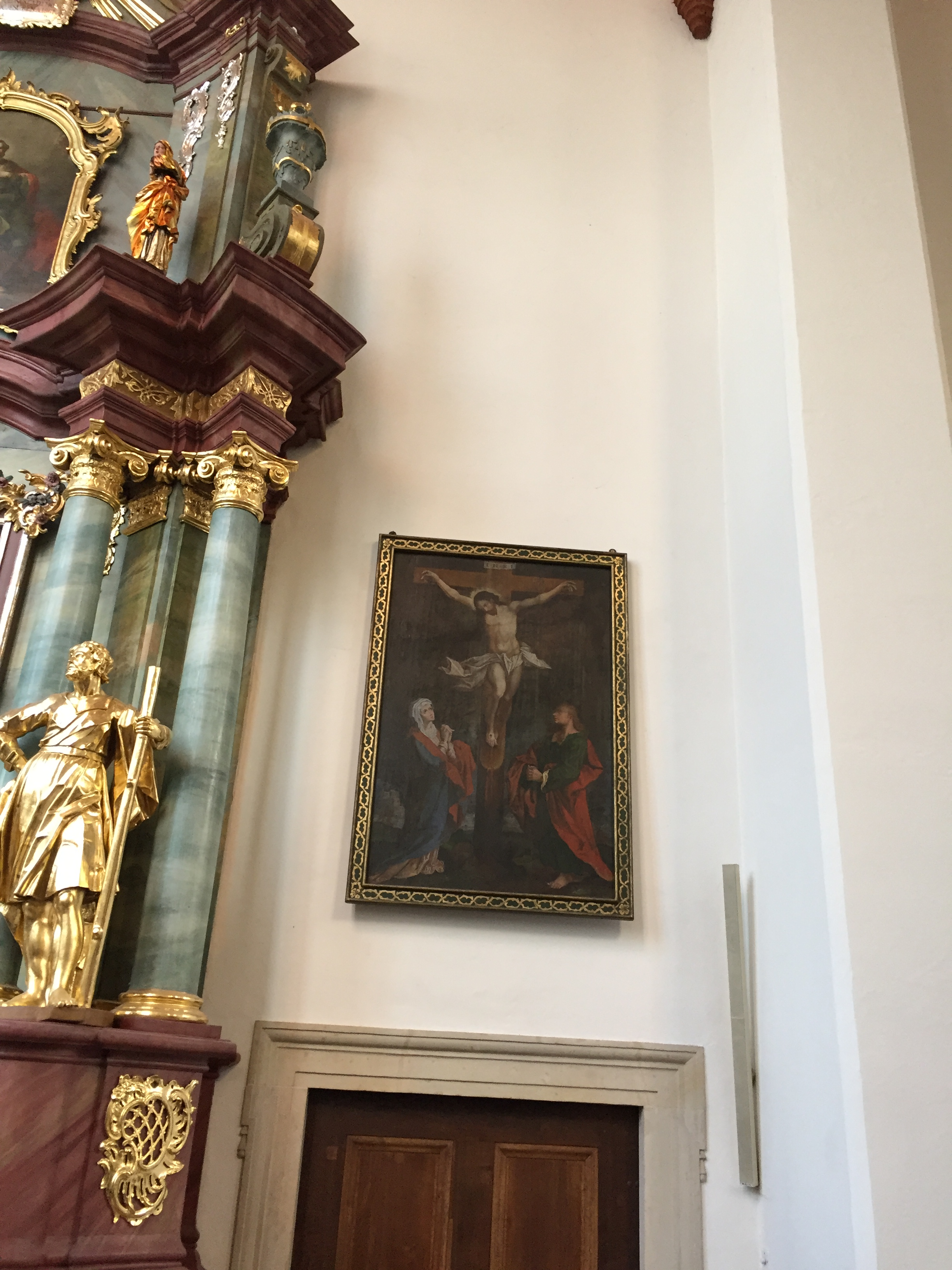
Obraz Ukrzyżowania Pana Jezusa pochodzący z kościoła Świętej Trójcy w Bierutowie
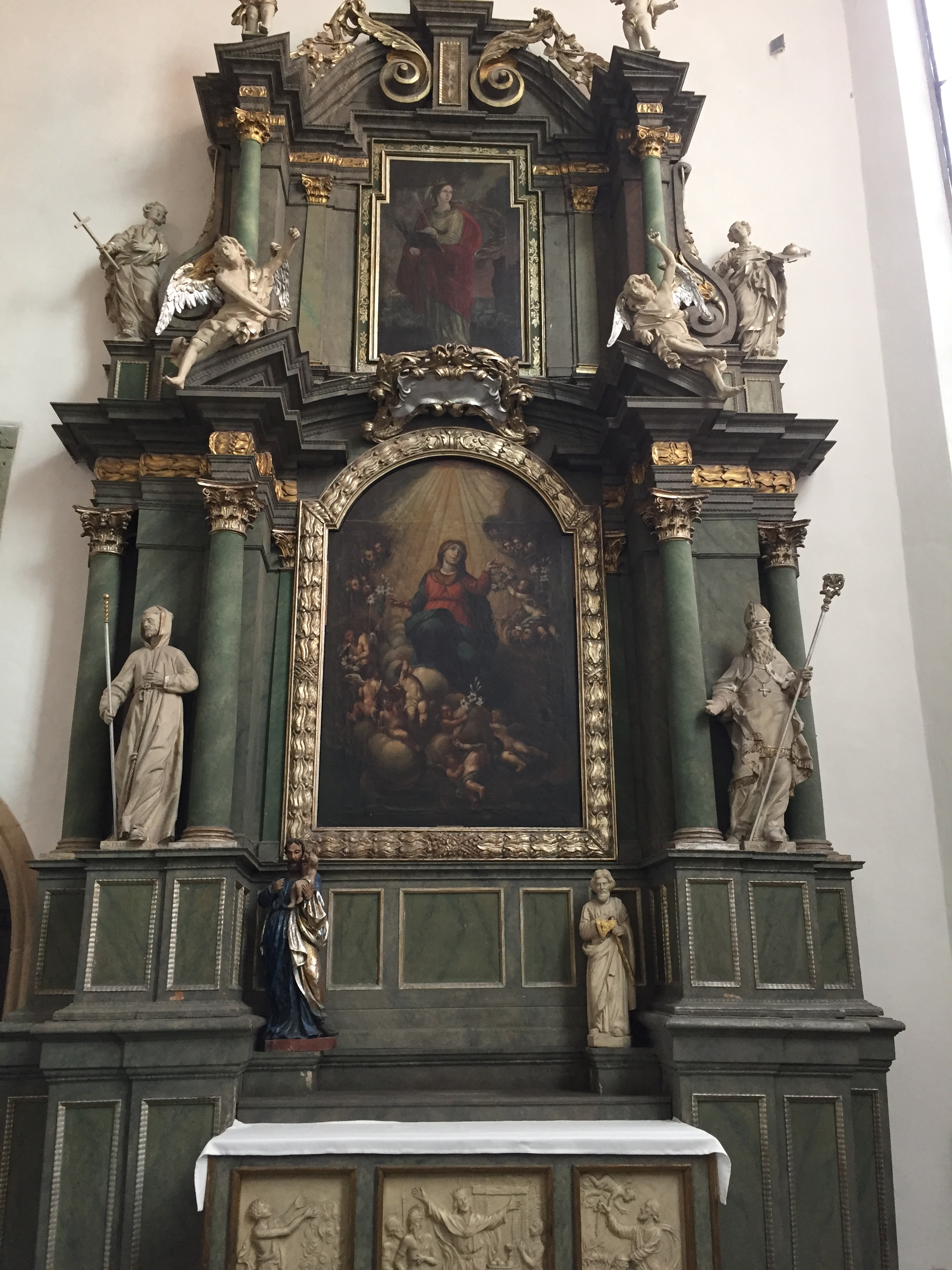
Ołtarz w prawej bocznej nawie